# 7,5-cm-Feldkanone 38
Die 7,5-cm-Feldkanone 38 (7,5-cm-FK 38) war eine Feldkanone, die 1938 bei Krupp für Brasilien entwickelt wurde. Der größere Teil des Auftrags wurde von der deutschen Wehrmacht genutzt.

## Geschichte
Die Firma Krupp hatte für die Reichswehr die „Leichte 7,5-cm-Feldkanone 18“ entwickelt. Darauf basierend wurde für eine Anfrage aus Brasilien mit einigen Änderungen eine Export-Version entwickelt. Es handelte sich um Geschütze, die mit Protze und Bespannung, also für den Pferdezug, konzipiert waren. Von der Bestellung über 144 Geschütze konnten vor Beginn des Zweiten Weltkriegs aber nur 64 Stück ausgeliefert werden.
Die Auslieferung der unfertigen 80 Geschütze konnte aufgrund anderer Prioritäten und der politischen Situation nach Kriegsbeginn nicht mehr erfolgen.
Der große Bedarf an Waffen in diesem Kaliber, die auch in der Lage waren Panzer zu bekämpfen, führte dazu, dass die 80 Geschütze fertiggestellt wurden. Am 12. Mai 1942 werden sie erstmals im „Überblick über den Rüstungsstand beim Heer“ aufgeführt.

## Entwicklung
Im Vergleich zur 7,5-cm-FK 18 hatte die 7,5-cm-FK 38 ein 69 % längeres Rohr und kam auf eine Reichweite von 11 500 m. Anfangs war sie mit einer zylindrischen Mündungsbremse mit 6 Schlitzen versehen; später hatte sie eine Wehrmachts-typische mit 4 Öffnungen. Sie war als halbautomatische Schnellfeuerkanone mit Spreizlafette ausgelegt. Die mit ihr verschossene Patronenmunition gewährleistete eine hohe Feuerrate.
Mit der Granate 38HL/B war das Geschütz ab 1942 zur Panzerbekämpfung geeignet. Die später eingeführte 38HL/C hatte eine noch höhere Mündungsgeschwindigkeit und die FK 38 damit in der Panzerabwehr noch bessere Leistungsmerkmale.
Während die ersten Geschütze noch mit Holzspeichenrädern ausgeliefert wurden, waren die später gefertigten Geschütze für den Kraftzug modifiziert. Sie hatten Pressstahlräder mit Gummierung und eine gefederte Achsaufhängung.

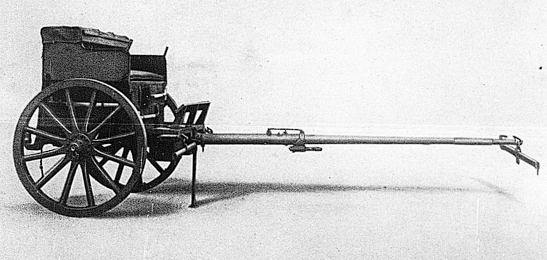
Die Feldkanonenprotze 38

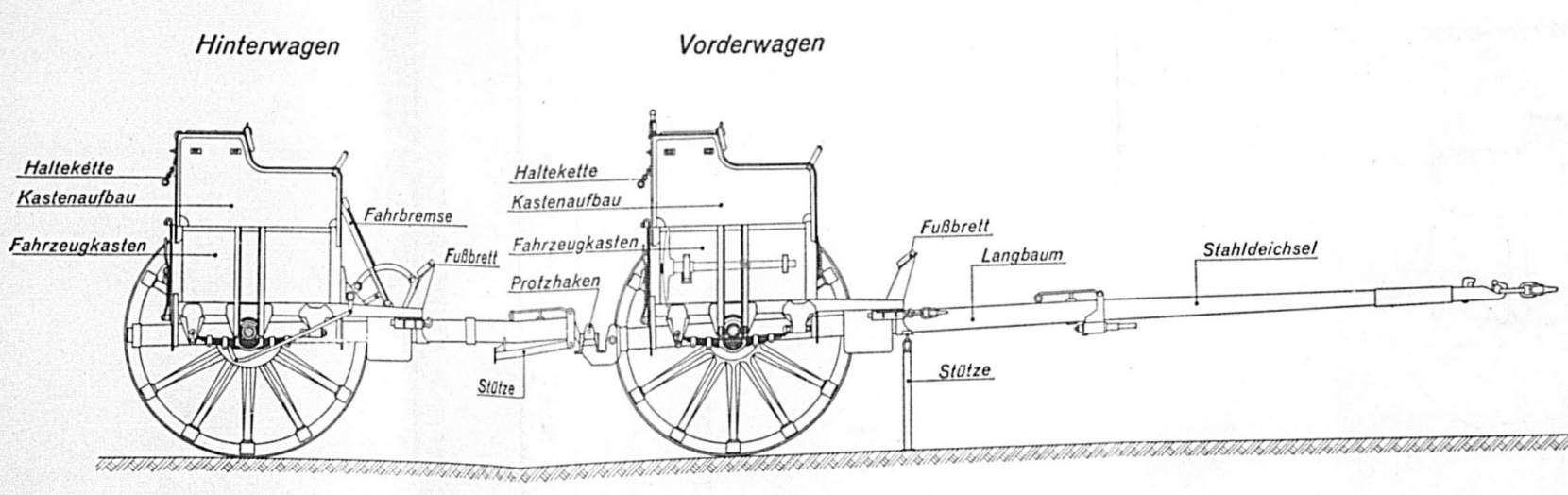
Der Munitionswagen 38 mit Vorder- und Hinterwagen

## Feldkanonenprotze 38
Die Feldkanonenprotze 38 war eine ungebremste, gefederte, zweirädrige Kastenprotze mit Speichenholzrädern. Zusammen mit der Lafette bildete die Protze das Geschützfahrzeug. Die Stahldeichsel der Protze war abnehmbar, um diese auch an ein Kraftfahrzeug anhängen zu können. Auf der Protze gab es Platz für 12 Munitionsbehälter mit je drei Schuss, allerdings wurden nur 11 genutzt. Im 12. Fach gab es einen Kasten mit Geschützzubehör in der Größe eines Munitionskastens. Weiterhin gab es zwei Fußblechkästen, in denen Zubehörteile verstaut werden konnten. Zur weiteren Ausrüstung gehörten zwei Spaten, eine Hacke, ein Handbeil und zwei Tränkeimer für die Zugtiere. Auf der Protze konnten drei Soldaten Platz finden. Das Gepäck wurde in einem, mit Segeltuch abgedeckten Raum, hinter den Sitzen untergebracht.

## Munitionswagen 38
Der Munitionswagen 38 bildet eine Kombination aus einem Vorderwagen (Feldkanonenprotze 38) und einem Hinterwagen, welche gleicher Bauart waren. Die Stahldeichsel des Vorderwagens konnte abgenommen werden und der vollständige Munitionswagen als Anhänger an ein Kraftfahrzeug gehängt werden. Weiterhin konnte der Hinterwagen einzeln im Pferdezug bewegt werden. Dazu musste anstelle der Protzöse lediglich eine Stahldeichsel eingesteckt werden. In jedem Vorder- und Hinterwagen gab es Platz für 12 Munitionsbehälter mit je drei Schuss und in beiden Fußblechkästen wurde Zubehör untergebracht. Auf beiden Fahrzeuge konnten je drei Mann aufgesessen mitfahren. Der Hinterwagen war jedoch mit einer Innenbackenbremse ausgestattet. Diese konnte entweder direkt per Hand oder mithilfe einer Bremsleine betätigt werden.

## Verwendung in Brasilien
Die an Brasilien gelieferten Geschütze waren weit bis über den Zweiten Weltkrieg im Einsatz und wurden zwischenzeitlich auch modernisiert.